# Георг Ріке
Георг Ріке (нім. Georg Rieke; 27 січня 1894, Гамельн — 2 листопада 1970, Бад-Пірмонт) — німецький військовик, генерал авіації (1 березня 1945).

## Біографія
6 серпня 1914 року вступив у 164-й піхотний полк. Учасник Першої світової війни, 23 травня 1915 року важко поранений. З 15 грудня 1915 року — командир роти 260-го резервного піхотного полку. У липні — листопаді 1916 року пройшов льотну підготовку в 6-му навчальному авіазагоні. З 25 листопада 1915 року — льотчик-спостерігач 10-го навчального авіазагону, з 1 березня 1917 року — 4-ї бойової ескадри.
Після демобілізації армії залишений у рейхсвері, служив у піхотних частинах. 31 липня 1929 року офіційно звільнений з армії і відправлений на навчання в секретну льотну школу в СРСР. Після повернення 1 жовтня 1931 року відновлений на службі й призначений командиром ескадрону 2-го транспортного дивізіону. У липні-вересні 1933 року пройшов підготовку в секретній льотній школі в Італії. 1 жовтня 1933 року зарахований у люфтваффе і призначений офіцером для особливих доручень в інспекцію навчальних закладів. З 10 жовтня 1933 року — начальник авіаційного училища в Берліні-Темпельгофі. 1 липня 1934 року переведений в 154-у бомбардувальну ескадру «Бельке». З 21 березня 1935 року — начальник групи піхотних курсів в Кенігсбрюці.
З 1 вересня 1935 року — радник і начальник групи, з 1 грудня 1939 року — начальник відділу LP IA Управління особового складу ОКЛ. 23 березня 1943 року переведений в штаб 10-ї авіадивізії, а 15 травня 1943 року призначений її командиром. 1 січня 1944 року дивізія була переформована в 1-шу авіаційну навчальну дивізію. 1 квітня 1944 року став постійним представником начальника Управління особового складу, а 6 лютого 1945 року призначений командиром запасної авіаційної дивізії. 19 квітня 1945 року здався американським військам. 10 березня 1947 року звільнений.

## Нагороди
- Залізний хрест 2-го і 1-го класу
- Нагрудний знак пілота-спостерігача (Пруссія)
- Хрест «За військові заслуги» (Ліппе)
- Нагрудний знак «За поранення» в чорному
- Почесний хрест ветерана війни з мечами
- Медаль «За вислугу років у Вермахті» 4-го, 3-го, 2-го і 1-го класу (25 років)